# ASC Linguère
Association Sportive et Culturelle La Linguère de Saint-Louis w skrócie ASC Linguère – senegalski klub piłkarski, grający w 1. lidze, mający siedzibę w mieście Saint-Louis, leżącym w północno-zachodniej części kraju. Klub został założony w 1969. W swojej historii jeden raz wywalczył mistrzostwo kraju (w 2009) i czterokrotnie zdobył Puchar Senegalu.

## Sukcesy
- 1. liga[1]:
  - mistrzostwo (1): 2009.

- Puchar Senegalu[2]:
  - zwycięstwo (4): 1971, 1988, 1990, 2007.
  - finał (3): 1984, 1993, 1997.

## Występy w afrykańskich pucharach
| Sezon | Rozgrywki                 | Runda   | Kraj                     | Klub                  | Dom | Wyjazd | Dwumecz      |
| ----- | ------------------------- | ------- | ------------------------ | --------------------- | --- | ------ | ------------ |
| 1989  | Puchar Zdobywców Pucharów | 1       | Burkina Faso             | ASF Bobo-Dioulasso    | 2–1 | 0–1    | 2–2          |
| 1991  | Puchar Zdobywców Pucharów | 1       | Algieria                 | ES Sétif              | 1–0 | 1–7    | 2–7          |
| 1997  | Puchar CAF                | 1       | Maroko                   | Kawkab Marrakesz      | 0–1 | 0–1    | 0–2          |
| 2008  | Puchar Konfederacji       | 1       | Wybrzeże Kości Słoniowej | ES Bingerville        | 3–0 | 0–3    | 3–3 (k. 4–2) |
| 2008  | Puchar Konfederacji       | 2       | Tunezja                  | Club Sportif Sfaxien  | 3–2 | 1–2    | 4–4          |
| 2010  | Liga Mistrzów             | wstępna | Ghana                    | Asante Kotoko SC      | 2–0 | 0–2    | 2–2 (k. 4–2) |
| 2010  | Liga Mistrzów             | 1       | Mali                     | Djoliba Athletic Club | 1–0 | 0–1    | 1–1 (k. 3–4) |

## Stadion
Domowe mecze klub rozgrywa na stadionie o nazwie Stade Mawade Wade w Saint-Louis, który może pomieścić 1500 widzów.